# Abiotic
ABIOTIC（エイバイオティク）は、アメリカ出身のテクニカル・デスメタルバンド。大手レーベル「Metal Blade Records」に所属。2010年に結成される。2012年に1stアルバム「Symbiosis」でデビュー。結成後は精力的に活動を続け、2015年には2ndアルバム「Casuistry」をリリースし、2016年にバンドは解散状態になり、2018年に活動を再開する。

## メンバー
2018年現在
- Matt Mendez
- Johnathan Matos
- Aaron Stechauner
- Travis Bartosek
- Kilian Duarte